# 周云瑞
周云瑞（1921年—1970年11月14日），苏州弹词演员。

## 生平
先跟随王似泉学说长篇《三笑》，之后又跟沈俭安学《珍珠塔》。1945年，与陈希安搭档，逐渐崭露头角。中华人民共和国成立后，加入上海市人民评弹工作团。1960年代谱唱了新的俞调开篇《岳云》，祁调开篇《秋思》和《晴雯补裘》。1970年11月14日因胃癌去世。